# Thésée (Lully)

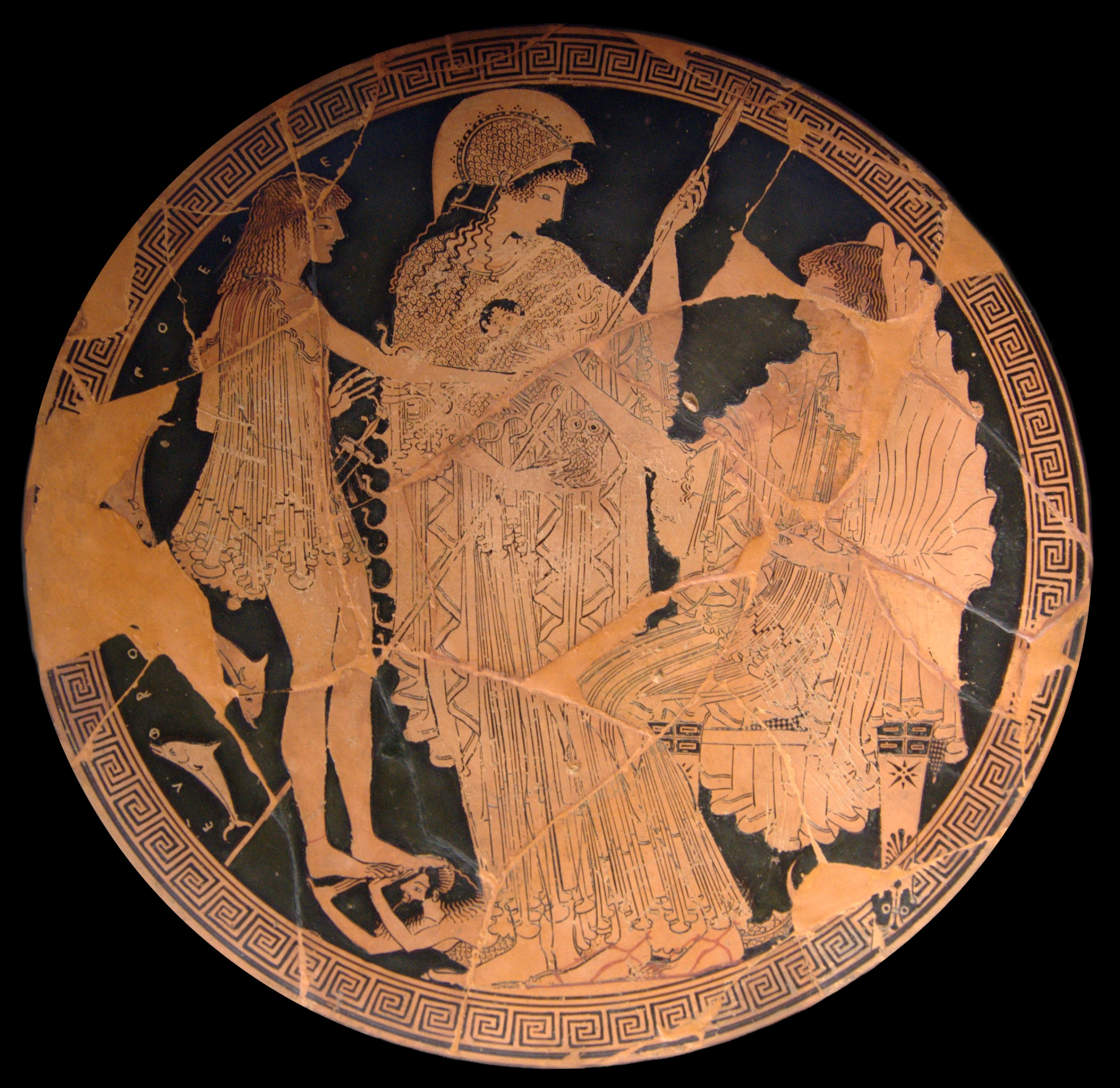
Teseu

Thésée és una Tragèdia lírica de Jean-Baptiste Lully que consta d'1 pròleg i 5 actes. El llibret és de Philippe Quinault, i està basat en Les metamorfosis d'Ovidi. Es va estrenar a Cort de Saint Germain-en-Laye, l'11 de gener de 1675.

## Personatges
- Egeu (baríton)
- Aegle (soprano)
- Medea (soprano)
- Minerva (soprano)
- Teseu (tenor agut o haute-contre)

## Sinopsi
L'envellit rei Egeu vol casar la seva protegida Aegle i la princesa màgica Medea vol casar-se amb Teseu, l'heroi jove que ha dut a la victòria l'exèrcit del rei. Però Teseu i Aegle, tanmateix, s'estimen.
Un argument secundari involucra els confidents d'Egeu, Aegle i Medea en un triangle d'amor.
Medea desferma els seus poders màgics en un intent infructuós de fer que Aegle refusi Teseu. La sotmet a dues proves: ha d'anar al desert a suportar el turment dels habitants de l'infern; i ha d'anar a una illa encantada, on ha de mentir Teseu sobre els seus sentiments envers ell, si vol conservar la vida.
Llevors, incapaç d'esberlar l'amor de la parella, Medea recorre al rei com a venjança: convenç Egeu que Teseu és un perill potencial per al seu tron i l'aconsella d'enverinar-lo en el decurs d'un festival preparat per a honrar el jove heroi.
I en l'últim moment, el rei reconeix l'espasa de Teseu i s'adona del que els altres ja sabien: que Teseu és el seu fill que va ser criat en un palau llunyà.
Egeu evita que Teseu prengui el verí i li atorga ben content la mà d'Aegle. Finalment la venjança final de Medea —la destrucció de la sala on se celebra el festival— és evitada per la deessa Minerva.

## Comentaris
Cal remarcar els efectes brillants dels cors i de l'orquestra, especialment en l'evocació de la batalla (acte 1). El paper de Medea presenta nombroses àries expressives en forma de monòleg. Teseu va formar part del repertori estable de l'Òpera de París des de 1675 fins a 1767. La partitura de Lully va ser modernitzada substancialment pels editors en produccions posteriors a 1754. Amb aquesta òpera debutà la cantant de la cort, Saint-Christophe.